# Championnat d'Europe féminin de course derrière derny
Le Championnat d'Europe de course derrière derny féminin est le championnat d'Europe de course derrière derny organisé annuellement par l'Union européenne de cyclisme. Alors que le championnat masculin existe depuis 1962, la première édition pour les femmes a lieu en 2019.

## Palmarès
| Année | Or            | Argent            | Bronze      |
| ----- | ------------- | ----------------- | ----------- |
| 2019  | Marta Cavalli | Marit Raaijmakers | Romy Kasper |